# Acontias aurantiacus
Espèce
Synonymes
- Typhline aurantiaca Peters, 1854
- Typhlosaurus aurantiacus (Peters, 1854)
- Typhlosaurus aurantiacus fitzsimonsi Broadley, 1968
- Typhlosaurus aurantiacus bazarutoensis Broadley, 1990
- Typhlosaurus aurantiacus carolinensis Broadley, 1990
- Typhlosaurus aurantiacus parietalis Broadley, 1990

Acontias aurantiacus est une espèce de sauriens de la famille des Scincidae.

## Répartition
Cette espèce se rencontre :
- dans l'est de l'Afrique du Sud ;
- dans le Sud du Zimbabwe ;
- dans le Sud du Botswana ;
- dans le Sud du Mozambique.

## Description
C'est un saurien vivipare.

## Liste des sous-espèces
Selon The Reptile Database (27 juin 2012) :
- Acontias aurantiacus aurantiacus (Peters, 1854)
- Acontias aurantiacus bazarutoensis (Broadley, 1990)
- Acontias aurantiacus carolinensis (Broadley, 1990)
- Acontias aurantiacus fitzsimonsi (Broadley, 1968)
- Acontias aurantiacus parietalis (Broadley, 1990)

## Publications originales
- Broadley, 1968 : A review of the African genus Typhlosaurus Wiegmann (Sauria: Scincidae). Arnoldia, vol. 3, no 36, p. 1-20.
- Broadley, 1990 : The herpetofaunas of the islands off the coast of south Mocambique. Arnoldia, vol. 9, no 35, p. 469-493.
- Peters, 1854 : Diagnosen neuer Batrachier, welche zusammen mit der früher (24. Juli und 17. August) gegebenen Übersicht der Schlangen und Eidechsen mitgetheilt werden. Bericht über die zur Bekanntmachung geeigneten Verhandlungen der Königlich preussischen Akademie der Wissenschaften zu Berlin, vol. 1854, p. 614-628 (texte intégral).